# Basanah
Basanah is een bestuurslaag in het regentschap Bangkalan van de provincie Oost-Java, Indonesië. Basanah telt 795 inwoners (volkstelling 2010).